# Iridoteuthis iris
Iridoteuthis iris is een dwerginktvis die voorkomt in het noordelijk centraal deel van de Stille Oceaan in de buurt van de Hawai-eilanden en het zuidoosten en noordwesten van de Hancock, Colahan en Kammu onderzeebergen. Er bestaat een twijfelachtig waarneming in de Ceramzee. In tegenstelling tot de meeste andere dwerginktvissen leeft ze in de pelagische zone van de oceaan.
Vrouwtjes van deze soort bereiken een 28 mm in mantellengte , terwijl mannetjes niet groter worden dan 24 mm mantellente.
Het soorttype is gevonden aan de zuidkust van Molokai in Hawaï. Het was oorspronkelijk in het bezit van het National Museum of Natural History in Washington, D.C. maar het is niet meer bestaande.

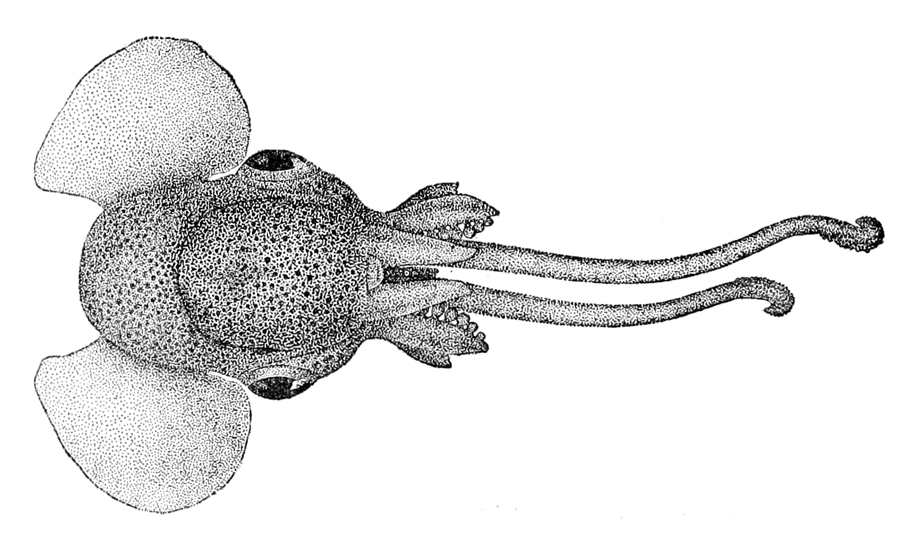
Ventral view of type
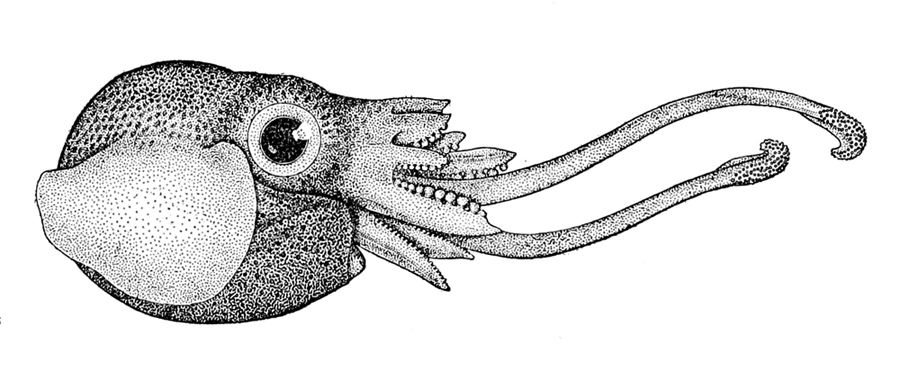
Lateral view